# Stout Metal Airplane
Stout Metal Airplane Division of the Ford Motor Company foi uma fabricante de aeronaves americana fundada por William Bushnell Stout como Stout Metal Airplane Co. A empresa foi comprada pela Ford Motor Company em 1924 e mais tarde produziu o Ford Trimotor. No auge da Grande Depressão, a Ford fechou a divisão de design e produção de aeronaves em 1936, reentrando temporariamente no mercado de aviação com a produção do B-24, na fábrica de aeronaves Willow Run durante a Segunda Guerra Mundial.

## História

### Interesse inicial pela aviação da Ford
Em 1909, Henry Ford emprestou três operários a seu filho Edsel, de 15 anos, e ao amigo de Edsel, Charles Van Auken, para construir um monoplano com motor Modelo T. O avião inspirado no Blériot XI apresentava controle de empenamento das asas e um radiador perpendicular ao vento. O avião não voou bem em vários voos de teste no local do desfile da Fort Wayne - o voo final terminou em uma árvore - e o projeto foi deixado de lado. Na Primeira Guerra Mundial, Ford entrou no negócio de motores para aeronaves com a produção do motor Liberty projetado pela Packard para os militares. A Ford completou 3.950 motores Liberty. O modelo recém lançado Lincoln foi comprado pela Ford em 1922.

### cerveja preta

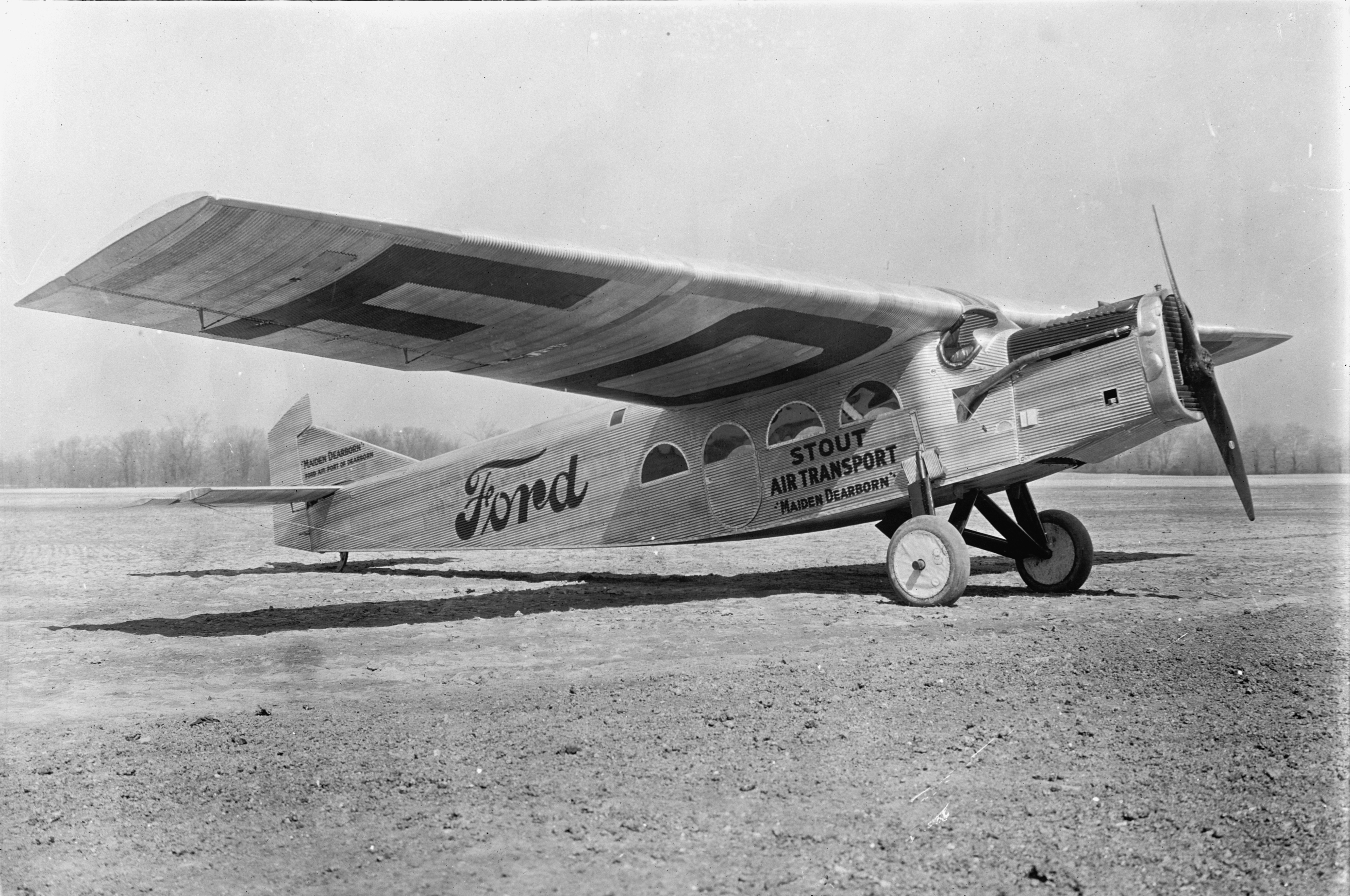
Robusto 2-AT Pullman "Maiden Dearborn"

William Stout foi nomeado para o conselho de produção de aeronaves em 1917. Em 1919, Stout formou o Stout Engineering Laboratories. Com dinheiro da corporação Champion Spark Plug, Stout construiu a Batwing Limousine para três passageiros em 1920. Este foi eventualmente remodelado e teve componentes estruturais substituídos por duralumínio. Stout fez discursos por todo o país anunciando que todas as futuras aeronaves seriam de metal. Logo depois, Stout recebeu um contrato da Marinha dos EUA para três aeronaves Stout ST-1. Uma queda do protótipo em 1922 cancelou o contrato. Isto levou a uma forma inovadora de financiamento para um novo empreendimento. Ele começou uma campanha de cartas solicitando US$ 1.000 de mais de 100 empresários proeminentes. Ele recebeu US$ 128 mil, incluindo dinheiro e apoio de Henry e Edsel Ford. Isso deu início à empresa Stout Metal Airplane.
Depois de assumir o controle da empresa e do desempenho nada bem-sucedido da Stout 3-AT, a Ford transferiu Stout para palestras e passeios promocionais. Em 1927, Charles Lindbergh levou o Spirit of St. Louis ao México em uma viagem promocional após seu voo direto sobre o Atlântico. Stout combinou com Henry e Edsel Ford levar a mãe de Lindbergh para a Cidade do México para se juntar ao filho no Natal e ganhar publicidade para a nova aeronave da Ford. O Ford Tri-motor que eles voaram, NC-1077, está hoje no Golden Wings Flying Museum de Greg Herrick, perto de Minneapolis, e é a aeronave voadora de metal mais antiga do mundo.
William Stout deixou a divisão Metal Airplane em 1930. Stout diria mais tarde: "A maior coisa que consegui para a aviação foi fazer com que o Sr. Ford se interessasse por ela."

### Edsel Ford
Edsel Ford tornou-se acionista das operações da Stout em 1922, aos 28 anos de idade. Ele se tornou o presidente da divisão em 1925. Edsel patrocinou muitos eventos de aviação no Aeroporto Ford, fazendo marketing cruzado de seus interesses em companhias aéreas e na produção de aeronaves. O Ford National Reliability Air Tour reuniu fabricantes de todo o mundo para competir e promover a aviação. Em 1926, ele patrocinou o voo do almirante Byrd para o Polo Norte em um Fokker F.VII chamado Josephine Ford. Em 1928, ele patrocinou sua viagem ao Polo Sul em um Ford Trimotor chamado Floyd Bennett. A semelhança de design entre o trimotor Fokker e o posterior Trimotor Ford foi uma fonte de discórdia entre os designers Stout e Anthony Fokker.

### Aeroporto Ford
Em 1924, Ford e Stout negociaram a construção do Aeroporto Ford em Dearborn, Michigan. Uma fábrica que abrigaria a produção de aviões Stout Metal seria construída se Stout conseguisse convencer todos os 128 investidores iniciais de sua empresa a vender para a Ford. Isso foi conseguido a um custo de US$ 500.000 para a Ford, e a Stout Metal Airplane Company tornou-se uma divisão oficial da Ford Motor Company em julho de 1925. A Ford então investiu US$ 2.000.000 adicionais no empreendimento.

### O incêndio
O trimotor Modelo 3-AT foi fortemente promovido por Henry Ford como o avião do futuro. Os voos de teste provaram o contrário, com a aeronave de baixa potência mal conseguindo manter a altitude. Depois de testemunhar os testes, Henry Ford saiu extremamente insatisfeito e logo depois transferiu Stout para longe da engenharia.
Em 16 de janeiro de 1926, Harold Hicks pediu a Tom Towle que trouxesse todos os desenhos do 3-AT para o Laboratório de Engenharia da Ford. Por volta das 6h da manhã seguinte, um incêndio destruiu a fábrica da Stout e todas as aeronaves nela contidas, incluindo 13 novos motores Wright Whirlwind, vários 2-AT Pullmans e o Stout 3-AT Prototype. Os danos foram calculados em US$ 500.000 em dólares de 1926.
São contratados Otto C. Koppen, graduado do MIT, John Lee e James Smith McDonnell (cofundador do que hoje é McDonnell Douglas). Juntos, eles refinaram o 3-AT no que agora é reconhecível como o "Tin Goose", o Ford Trimotor.
Ford visitou Stout e encorajou que esta era uma oportunidade para construir instalações ainda melhores. A nova fábrica contava com dois prédios com as maiores portas do mundo na época.
McDonnell partiria para a Hamilton Metalplane Company em 1927, construindo seu próprio projeto de aeronave de metal corrugado que se aproximava do 2-AT. Foi comprada por um grupo de investidores reunidos pela Stout para investir na rota de correio aéreo CAM-9 formando uma entidade chamada Northwest Airlines.

### Produção

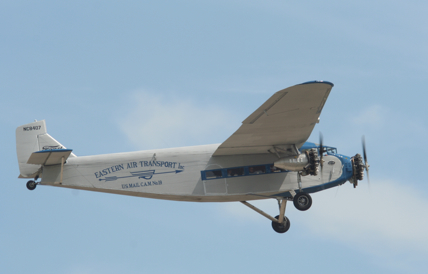
Trimotor Ford 4-AT

O Ford Air Transport Service foi iniciado em 1925 para transportar passageiros e correspondência nas lucrativas novas rotas de correio aéreo. Foram atribuídas as primeiras rotas de correio aéreo, Cleveland-Detroit (CAM-6) e Chicago-Detroit (CAM-7). O serviço regular utilizou seis aeronaves Stout 2-AT. A Ford tornou-se o primeiro serviço de correio aéreo regular e operador de frete aéreo.
O Ford Trimotor entrou em produção e tornou-se uma escolha popular para as novas companhias aéreas que atendem contratos de correio aéreo.
Em 1929 , Richard Byrd usou um 4-AT-13 em sua frota em uma expedição para ser o primeiro a sobrevoar o Pólo Sul.

### Declínio
As vendas do Trimotor caíram de um pico de 86 por ano em 1929 para apenas duas vendas em 1932. As perdas da divisão de aeronaves totalizaram seis milhões de dólares. Em 1933, Stout, Mayo e Hicks deixaram a empresa. As vendas do Ford Trimotor diminuíram com o início da Grande depressão. Trimotores usados inundaram o mercado com preços entre US$ 10.000 e US$ 40.000. À medida que a recessão diminuiu, a Ford explorou um design radical de asa voadora no Ford Modelo 15-P usando seu novo motor automotivo V-8 do Ford Modelo B. Após uma queda do protótipo, o projeto foi abandonado.

### Legado

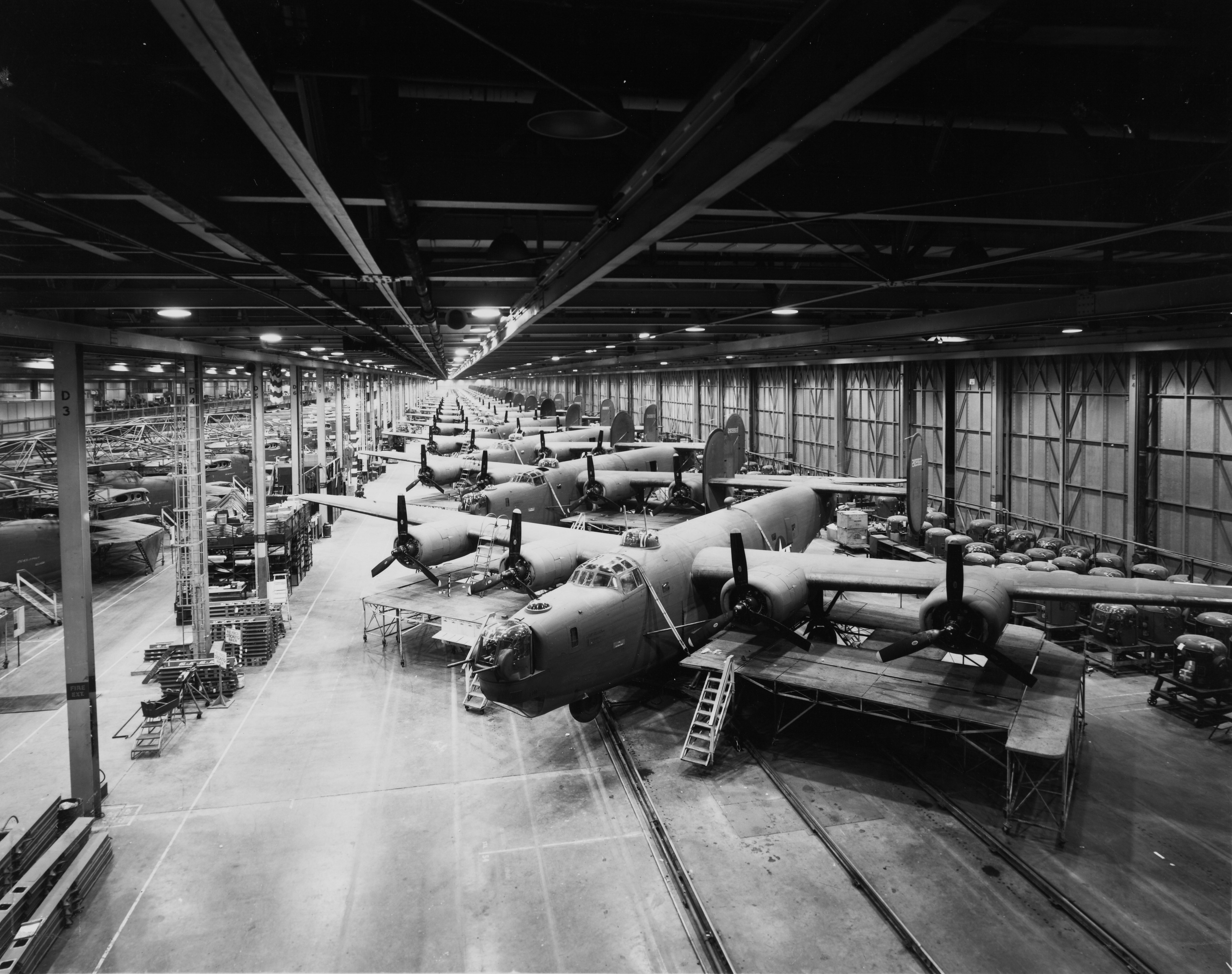
B-24 construídos pela Ford

A Ford Motor Company interrompeu a produção de novos projetos de aeronaves com o fechamento da Stout Metal Airplane Division, mas a empresa continuou comercializando no setor alguns produtos.
O mais notável é a produção do B-24 pela Ford. Até 650 unidades por mês foram produzidas na fábrica da Ford em Willow Run até 1945. A Ford também produziu 2.418 planadores Waco CG-4 sob licença para o esforço de guerra.
Em 1956, a Ford iniciou a divisão Aeronutronic, especializada em comunicações espaciais e de defesa. A empresa se uniu à Philco para produzir equipamentos de comunicação espacial para a NASA. A divisão Ford Aerospace Corporation foi vendida para Loral em 1990.
Desde 2001,a Ford é patrocinadora do show aéreo EAA Airventure desde este evento. A Ford também é um contribuidor importante para o programa Young Eagles, leiloando Mustangs personalizados com tema de aviação todos os anos desde 1998.

## Aeronave

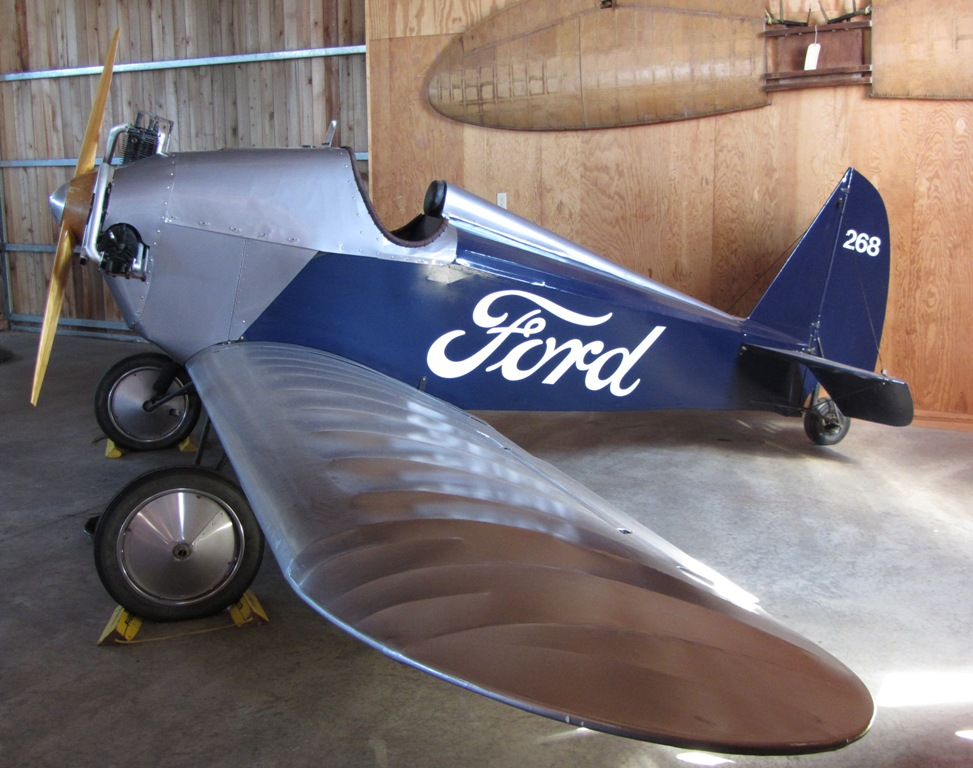
Ford Flivver

O apelido AT se origina do Stout 2-AT "Air Truck".
| Nome do modelo          | Primeiro voo | Número construído | Tipo                                      |
| ----------------------- | ------------ | ----------------- | ----------------------------------------- |
| Stout Batwing           | 1918         | 1                 | Avião experimental monomotor de asa mista |
| Stout Batwing Limousine | 1920         | 1                 | Avião experimental monomotor de asa mista |
| Stout ST-1              | 1922         | 1                 | Bombardeiro torpedeiro bimotor            |
| Stout 1-AS Air Sedan    | 1923         | 1                 | Transporte monomotor                      |
| Stout 2-AT Pullman      | 1924         | 11                | Transporte monomotor                      |
| Robusto 3-AT            | 1924         | 1                 | Transporte trimotor                       |
| Ford 4-AT               | 1924         | 79                | Transporte trimotor                       |
| Ford Flivver            | 1926         | 6                 | Avião leve monomotor                      |
| Stout Dragonfly         | 1927         | 1                 | Biplano bimotor experimental              |
| Ford Executive          | 1927         | 1                 | Avião executivo monomotor                 |
| Ford 5-AT               | 1929         | 121               | Transporte trimotor                       |
| Ford 6-AT               | 1929         | 2                 | Transporte trimotor                       |
| Ford 7-AT               | 1929         | 1                 | Transporte trimotor                       |
| Ford 8-AT               | 1929         | 1                 | Avião de carga trimotor                   |
| Ford 9-AT               | 1930         | 1                 | Transporte trimotor                       |
| Ford 10-AT              | 1930         | 0                 | Transporte de quatro motores              |
| Ford 11-AT              | 1930         | 1                 | Transporte trimotor                       |
| Ford 12-AT              | 1931         | 1                 | Transporte trimotor                       |
| Ford 13-AT              | 1931         | 1                 | Transporte trimotor                       |
| Ford 14-A               | 1932         | 1                 | Transporte trimotor                       |
| Ford 15-P               | 1932         | 1                 | Asa voadora experimental monomotor        |